# Silvia Colloca

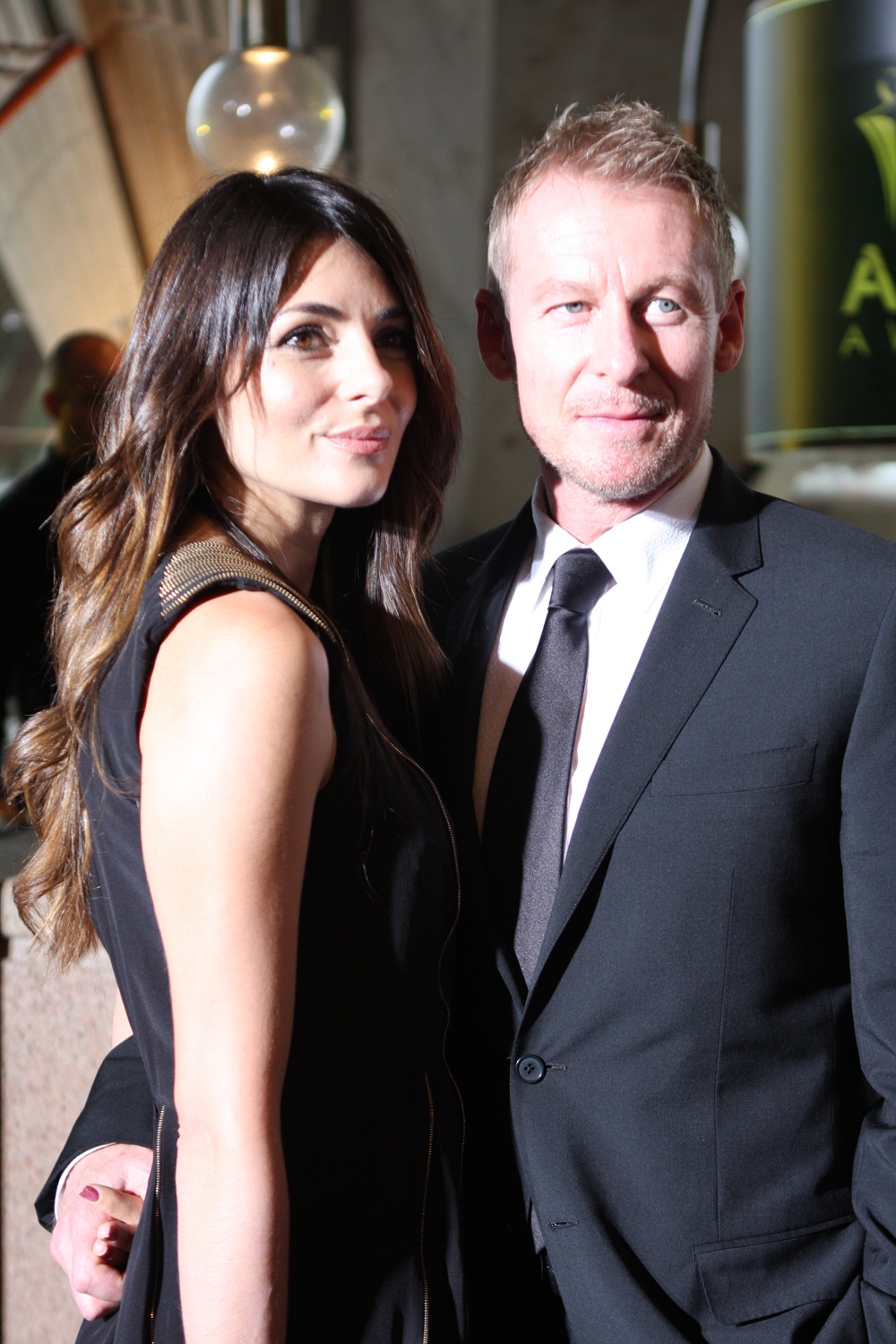
Silvia Colloca i Richard Roxburgh (2012)

Silvia Colloca (ur. 23 lipca 1977) – włoska aktorka.

## Filmografia

### Filmy
- 2002: W razie czego  jako Hostessa na festiwalu w Cannes
- 2004: Van Helsing jako Verona
- 2006: Detonator jako Nadia Cominski
- 2007: Lesbian Vampire Killers, czyli noc krwawej żądzy jako Carmilla

### Gościnnie
- 2008: Chata pełna Rafterów jako Verna
- 2010: Rake jako Sonia Dana

### Głos
- 2004: Van Helsing (Gra wideo) jako Verona